# Lifecenter International Church, Västerås
Lifecenter International Church är en kyrka i stadsdelen Brandthovda-Hälla i Västerås, inom pingströrelsen. Förutom huvudsätet i Västerås, har  Lifecenter Church ytterligare tre campussäten: Linköping, Eskilstuna och Ludvika. Församlingen i Västerås bedriver även förskoleverksamhet och loppis i samma hus. I lokalen inhystes tidigare ICA Köpmannatjänst.